# Lars Unnerstall
 Lars Unnerstall  (Ibbenbüren, 20 juli 1990) is een Duits profvoetballer die als doelman speelt. Hij komt sinds 2021 uit voor FC Twente. Eerder speelde hij voor PSV, VVV-Venlo, Fortuna Düsseldorf, FC Aarau en FC Schalke 04.

## Clubcarrière

### Schalke 04
Unnerstall stroomde in juli 2010 door vanuit de jeugd van FC Schalke 04 naar het eerste elftal. Tussen 2008 en 2013 speelde hij 54 wedstrijden voor het tweede team van Schalke 04, dat uitkwam in de Regionalliga West. Unnerstall was tijdens het seizoen 2011/12 tweede doelman achter Ralf Fährmann. Toen Fährmann op 15 oktober 2011 tegen 1. FC Kaiserslautern uitviel met een zware knieblessure, werd Unnerstall de nummer één. Later dat seizoen kwam met Timo Hildebrand een concurrent voor Unnerstall erbij. In de eerste maanden van het seizoen 2012/13 was Unnerstall eerste doelman bij Schalke, met Fährmann en Hildebrand achter zich als doublures. Na dertien speeldagen verving coach Huub Stevens hem door de meer ervaren Hildebrand. In twee seizoenen kwam Unnerstall tot 47 wedstrijden in het eerste van Schalke 04. Schalke verhuurde tijdens de winterstop van het seizoen 2013/14 aan FC Aarau.

### Fortuna Düsseldorf
In de zomer van 2014 maakte hij de overstap naar Fortuna Düsseldorf, dat een niveau lager uitkwam in de 2. Bundesliga. Daar stond hij drie seizoenen onder contract. Hij keepte tien wedstrijden voor Fortuna Düsseldorf in zijn eerste seizoen, maar in de twee seizoenen erna speelde hij nog slechts twee bekerwedstrijden. Aan het einde van het seizoen 2016/17 liep zijn contract bij Fortuna af.

### VVV-Venlo
Hij tekende op 19 mei 2017 transfervrij voor één seizoen bij VVV-Venlo. Hij maakte op 12 augustus tegen Sparta Rotterdam zijn debuut voor VVV-Venlo en hield meteen de nul. In 32 competitiewedstrijden dat seizoen, zou hij acht keer de nul houden. Tijdens dit jaar bij de Venlose club wekte de Duitse keeper de interesse van PSV, waar hij na afloop van het seizoen 2017/18 een driejarig contract tekende. In die overeenkomst werd bedongen dat Unnerstall voor de duur van het seizoen 2018/19 werd verhuurd aan VVV.

### PSV
Unnerstall sloot in juli 2019 aan bij de selectie van PSV. Hier werden hij en Robbin Ruiter in eerste instantie tweede en derde keus achter Jeroen Zoet. Trainer Mark van Bommel promoveerde hem vanaf 10 november 2019 tot eerste doelman. Hij debuteerde die dag in het eerste elftal van PSV in een met 2–1 verloren competitiewedstrijd uit bij Willem II. Tot het einde van het door corona afgebroken seizoen was hij eerste keeper onder Van Bommel. In het seizoen 2020/21 gaf Van Bommels opvolger Roger Schmidt echter de voorkeur aan de nieuw aangetrokken keeper Yvon Mvogo en moest Unnerstall zich weer schikken in een reserverol. 

### FC Twente
In 2021 vertrok Unnerstall transfervrij naar FC Twente, waar hij een contract voor vier seizoenen aanging. Hij werd daar de opvolger van Joël Drommel, die juist de omgekeerde route bewandelde richting PSV. Twente en Unnerstall bleken een gouden combinatie. In zijn eerste seizoen miste hij slechts twee wedstrijden en hield hij twaalf keer de nul. Alleen Remko Pasveer (zeventien keer) deed dat dat seizoen vaker. Het seizoen erop overtrof hij zichzelf en hield hij liefst zestien keer de nul. Daarmee bleef hij Nick Olij (veertien keer) en Justin Bijlow (twaalf keer) voor.

## Clubstatistieken

### Beloften
| Seizoen                      | Club             | Competitie        | Competitie | Competitie |
| Seizoen                      | Club             | Competitie        | Wed.       | Dlp.       |
| ---------------------------- | ---------------- | ----------------- | ---------- | ---------- |
| 2008/09                      | FC Schalke 04 II | Regionalliga West | 1          | 0          |
| 2009/10                      | FC Schalke 04 II | Regionalliga West | 23         | 0          |
| 2010/11                      | FC Schalke 04 II | Regionalliga West | 27         | 0          |
| 2011/12                      | FC Schalke 04 II | Regionalliga West | 1          | 0          |
| 2013/14                      | FC Schalke 04 II | Regionalliga West | 2          | 0          |
| Carrièretotaal               | Carrièretotaal   | Carrièretotaal    | 54         | 0          |
| Bijgewerkt op 9 oktober 2023 |                  |                   |            |            |

### Senioren
| Seizoen                        | Club               | Competitie      | Competitie | Competitie | Beker | Beker | Internationaal | Internationaal | Overige | Overige | Totaal | Totaal |
| Seizoen                        | Club               | Competitie      | Wed.       | Dlp.       | Wed.  | Dlp.  | Wed.           | Dlp.           | Wed.    | Dlp.    | Wed.   | Dlp.   |
| ------------------------------ | ------------------ | --------------- | ---------- | ---------- | ----- | ----- | -------------- | -------------- | ------- | ------- | ------ | ------ |
| 2011/12                        | Schalke 04         | Bundesliga      | 21         | 0          | 3     | 0     | 5              | 0              | 0       | 0       | 29     | 0      |
| 2012/13                        | Schalke 04         | Bundesliga      | 13         | 0          | 0     | 0     | 5              | 0              | —       | —       | 18     | 0      |
| 2013/14                        | → FC Aarau         | Super League    | 16         | 0          | 0     | 0     | —              | —              | —       | —       | 16     | 0      |
| 2014/15                        | Fortuna Düsseldorf | 2. Bundesliga   | 10         | 0          | 0     | 0     | —              | —              | —       | —       | 10     | 0      |
| 2015/16                        | Fortuna Düsseldorf | 2. Bundesliga   | 0          | 0          | 2     | 0     | —              | —              | —       | —       | 2      | 0      |
| 2016/17                        | Fortuna Düsseldorf | 2. Bundesliga   | 0          | 0          | 0     | 0     | —              | —              | —       | —       | 0      | 0      |
| 2017/18                        | VVV-Venlo          | Eredivisie      | 32         | 0          | 0     | 0     | —              | —              | —       | —       | 32     | 0      |
| 2018/19                        | → VVV-Venlo        | Eredivisie      | 33         | 0          | 1     | 0     | —              | —              | —       | —       | 34     | 0      |
| 2019/20                        | PSV                | Eredivisie      | 14         | 0          | 2     | 0     | 2              | 0              | —       | —       | 18     | 0      |
| 2020/21                        | PSV                | Eredivisie      | 1          | 0          | 3     | 0     | 0              | 0              | —       | —       | 4      | 0      |
| 2021/22                        | FC Twente          | Eredivisie      | 32         | 0          | 3     | 0     | —              | —              | 0       | 0       | 35     | 0      |
| 2022/23                        | FC Twente          | Eredivisie      | 33         | 0          | 2     | 0     | 4              | 0              | 4       | 0       | 43     | 0      |
| 2023/24                        | FC Twente          | Eredivisie      | 32         | 0          | 1     | 0     | 6              | 0              | 0       | 0       | 39     | 0      |
| 2024/25                        | FC Twente          | Eredivisie      | 31         | 0          | 2     | 0     | 11             | 0              | 0       | 0       | 44     | 0      |
| 2025/26                        | FC Twente          | Eredivisie      | 0          | 0          | 0     | 0     | —              | —              | —       | —       | 0      | 0      |
| Carrière totaal                | Carrière totaal    | Carrière totaal | 322        | 0          | 19    | 0     | 33             | 0              | 4       | 0       | 378    | 0      |
| Bijgewerkt op 10 augustus 2025 |                    |                 |            |            |       |       |                |                |         |         |        |        |